# Doğaç Yıldız
Doğaç Yıldız es un actor turco, más conocido por haber interpretado al Şehzade Kasim en la serie Muhteşem Yüzyıl Kösem "Bağdat Fatihi IV.Murad.

## Carrera
Se graduó del departamento de teatro de la Universidad Mimar Sinan. Su avance se produjo como actor infantil en la popular comedia familiar "İki Aile" con Ece Çeşmioğlu. En 2016 se unió al elenco principal de la segunda temporada de la popular serie turca Muhteşem Yüzyıl Kösem: "Muhteşem Yüzyıl Kösem "Bağdat Fatihi IV.Murad", donde interpretó al príncipe Kasim hasta 2017.

## Filmografía

### Series de televisión
| Año         | Serie                       | Personaje     | Notas |
| ----------- | --------------------------- | ------------- | ----- |
| 2016 - 2017 | Muhteşem Yüzyıl Kösem       | Şehzade Kasim | -     |
| 2015 - 2016 | Kertenkele                  | Cüneyt        | -     |
| 2008        | Gece Gündüz                 | Şener         | -     |
| 2008        | Eyvah Halam                 | Tíbet         | -     |
| 2006        | İki Aile                    | Efe Soydan    | -     |
| 2002        | Sırlar Dünyası / Sır Kapısı | -             | -     |
| 2001        | Tatlı Hayat                 | Semih         | -     |
| 2001        | Aşkına Eşkıya               | Miço          | -     |

### Películas
| Año  | Título                 | Personaje | Notas |
| ---- | ---------------------- | --------- | ----- |
| 2020 | The Lawyer             | Ali       | -     |
| 2013 | Aşk-ı Suzan            | Yasef     | -     |
| 1998 | Babamı Hırsızlar Çaldı | -         | -     |